# インドネシア国軍
インドネシア国軍（インドネシアこくぐん、英語: Indonesian National Armed Forces, インドネシア語: Tentara Nasional Indonesia, 略称：TNI）は、インドネシアの軍隊。正規軍は総兵力39万5500人で、陸軍（TNI-AD）、海軍（TNI-AL：海兵隊を含む）、空軍（TNI-AU）の3軍種からなる。2021年10月、民間人による予備部隊「Komcad」（コムカッド）が発足した。
かつてはインドネシア共和国国軍（インドネシアきょうわこくこくぐん、インドネシア語: Angkatan Bersenjata Republik Indonesia 略称：ABRI "Republic of Indonesia Armed Forces"）と称していた。

## 概要
インドネシアは、東南アジアに広がる世界最多数の島嶼に中、印、米に次ぐ世界第4位の人口が散在して生活しており、国土と領海・排他的経済水域およびその上空の防衛負担は大きい。また、インドネシアにおいては、その民族・宗教などの多様性や、人口・経済力・政治力の集中するジャワ島・ジャワ人への反発もあって、いくつかの民族紛争を抱えていることから、国内治安維持も国軍の重大な任務である。また、スハルト政権下でインドネシア軍は、国家を防衛するとともに、これを監督するものとして位置づけられていた。実際、9月30日事件においては、国軍とインドネシア共産党が対立する構図が背景となっている。スハルト政権の多くの閣僚が軍人としての経歴を有していて、このことは、社会全体に軍の影響力をおよぼすこととなり、多様な民族・宗教を有する同国の統一に益することとなった。しかし、この方針は同時に、政府の軍に対する統制を弱体化させることとなった。インドネシア軍は、9月30日事件直後のインドネシア共産党の物理的解体など、複数の重大な人権侵害事案を主導または関与したとして、国際的な非難を受けている。
インドネシア国軍は、インドネシア独立戦争の最中にゲリラ戦部隊として誕生した。1945年8月17日のオランダによる植民地支配からのインドネシアの独立直後の同22日、人民治安団（Badan Keamanan Rakyat）が政府布告によって結成され、さらに10月5日には、より軍事組織としての性格を強めた人民治安軍（Tentara Keamanan Rakyat）が結成されている。これらは、第二次世界大戦下の日本の占領下で現地軍として編成されていた郷土防衛義勇軍や蘭印軍などの将兵を糾合し、急速に体制を整備していった。また、その過程において多数の残留日本兵が国軍の創設を援助していたことが知られている。
2000年1月までは警察も国軍の管轄下に置かれていたが、民主化に伴う改革の一環として同月以降は国軍から分離され、国家警察本部として再編された。
現在のインドネシアは志願制度である。兵器体系は、かつてはアメリカに準じていたが、東ティモール問題のために禁輸措置を受けてからは、東側の兵器も導入されている。なお、禁輸措置は2005年に解除された。

## 陸軍

陸軍の紋章

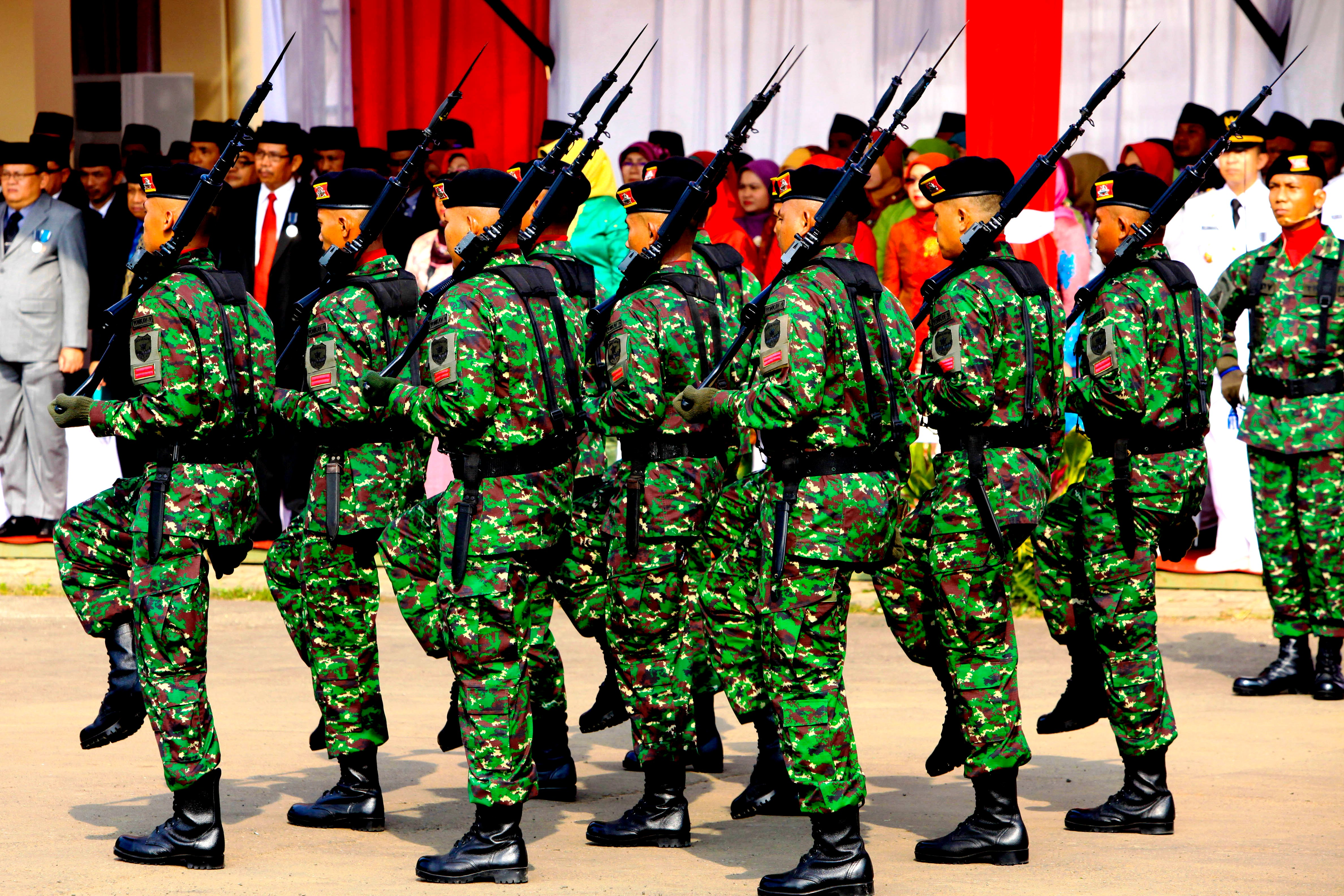
国産のPindad SS1自動小銃を手にする兵士

インドネシア陸軍の兵力は30万40人。40万人の予備役を有しており、インドネシア国軍における最大勢力である。
基本的には軽装備の歩兵部隊であり、多彩な小火器とともに、軽戦車や榴弾砲・多連装ロケット砲などといった少数の重装備によって武装している。

### 編成
陸軍は、12の軍管区担当司令部（Kodam）と複数の機能別軍によって構成されている。それぞれの軍管区司令部は、複数の歩兵大隊と、場合により1個の騎兵大隊、また、砲兵および工兵の分遣隊を有しており、この他に、地域の保安を担当する部隊と訓練部隊がある。現在の陸軍の基本戦術単位は大隊で、作戦単位としての師団制は採用されていない。また、機能別軍としては、特殊作戦軍（Kopassus）と戦略予備軍（Kostrad）、航空作戦軍の3つがある。

### 装備

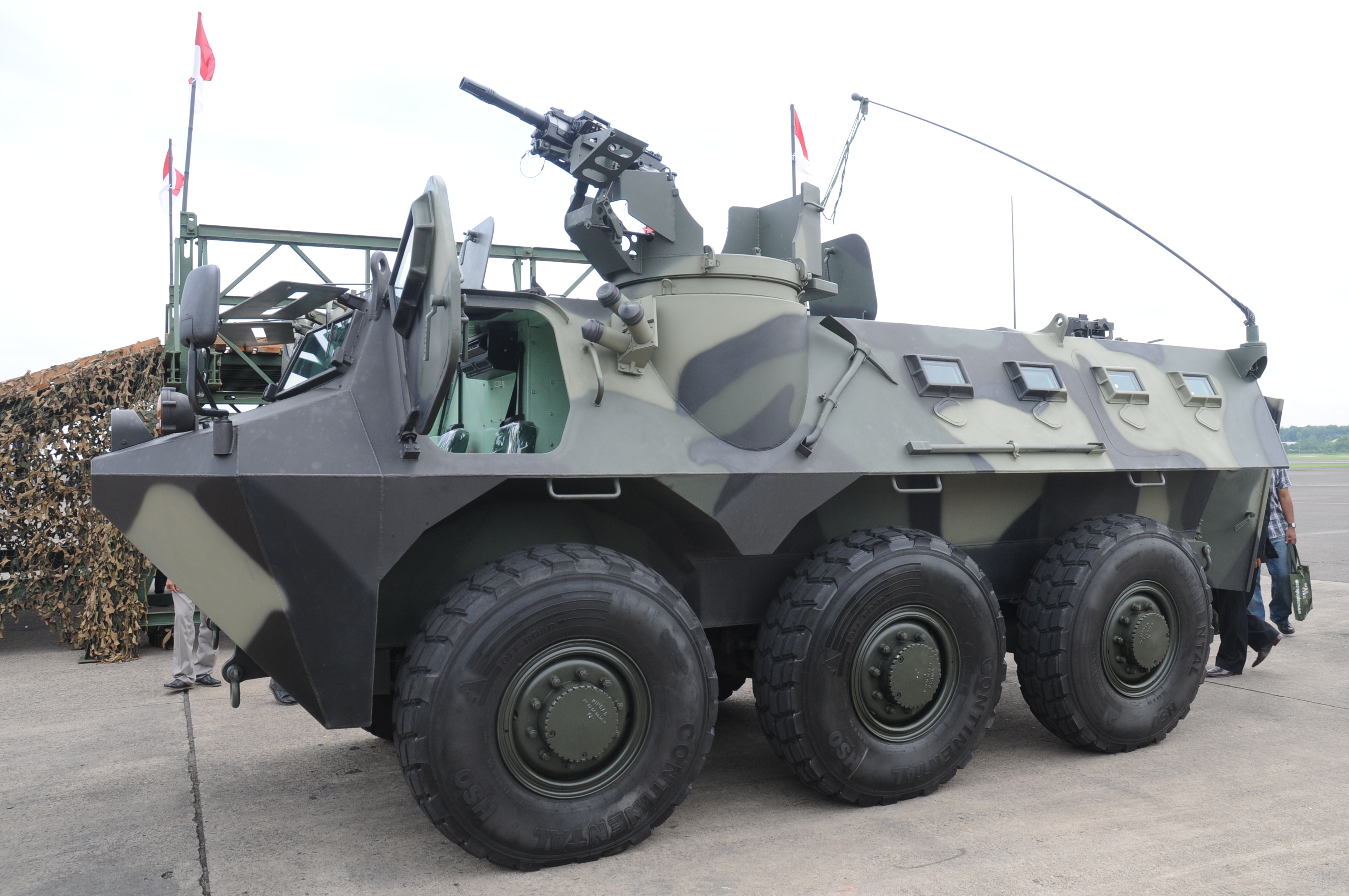
国産のPindad Panser装甲車

小火器としては国営企業PT Pindadが製造したPindad SS1自動小銃（FN FNCのコピー）を主力小銃として使用している。PT Pindad社製品では他にもPindad P1拳銃・Pindad SM-2およびPindad SM-3機関銃、Pindad SPR狙撃銃を使用している。外国製小火器ではSIG SAUER P226、H&K MP5、M16、ステアーAUG、H&K G36、AK-47を特殊部隊が使用する。
インドネシアは、領土に近接する脅威がなく、また、島嶼国家という特性にもかかわらず洋上・航空輸送力が貧弱であるため、従来は主力戦車を保有していなかった。したがって、陸軍の機甲火力の主眼は軽戦車に置かれており、AMX-13、スコーピオンとPT-76を合計で200両前後保有している。2011年にはAMX-13の近代化改修とともに、韓国の斗山社とインドネシアが共同で、斗山社のブラックフォックス装輪装甲車にCSE-90砲塔（コッカリルMk.3 90mm低圧砲）を搭載した火力支援車を開発し、調達する計画が公表されたほか、同年11月にはドイツ製のレオパルト2A6主力戦車100両の導入計画が公表された。
また、遠戦火力としては、アメリカ製のM101 105mm榴弾砲やロシア製のBM-14 ロケット砲などといった古典的ベストセラーのほか、新型のシンガポール製FH-88 155mm榴弾砲やFH-2000 155mm榴弾砲、チェコスロバキア製RM-70 ロケット砲なども導入している。
また、陸軍は航空作戦軍の指揮下に小規模な航空隊を保有している。保有機は、Mi-35攻撃ヘリコプター×8機、MBB Bo 105軽汎用ヘリコプター×17機、ベル 412汎用ヘリコプター×28機、Mi-17輸送ヘリコプター×16機などである。

## 海軍

世界最大の群島国家であるインドネシアにおいて、海軍は、国家防衛にあたって極めて重要な役割を担っている。独立直後に創設され、1960年代初期にはソ連からスヴェルドロフ級巡洋艦など大量の艦艇を入手したが、1965年以降の関係冷却を反映し、ソ連から直接導入した艦艇は現在ほとんど残っていない。
現在のインドネシア海軍は、6万5000人の兵員3と272隻の艦艇を有している。従来は、比較的旧式かつ小型の艦艇が主力となっており、量的にも不足であったが、1990年代初頭にドイツから旧人民海軍（東ドイツ海軍）の艦艇（パルヒム型コルベット16隻やホイエルスヴェルダ級中型揚陸艦14隻、コンドール級掃海艇9隻）を一括取得して戦力を大きく向上させた。また、1990年代後半には世界的に人気の高いドイツ製の209型潜水艦をチャクラ級潜水艦として2隻を調達して潜水艦戦力を獲得し、21世紀に入ってからはオランダ製の先進的なシグマ型コルベットを取得、大韓民国（大宇造船海洋）に1400トン級潜水艦を4隻発注し、2018年から受領を始めるなど潜水艦戦力の強化計画を進めている。また、インドネシア海軍は小規模な航空隊と海兵隊を保有している。
インドネシア海軍航空隊は小型の対潜哨戒機と戦術輸送機・練習機を保有しているが、長距離の対潜哨戒機は空軍の所管となっている。
インドネシア海兵隊は3個旅団編制で1万3000人体制となっており、上陸戦部隊・緊急展開部隊としての任を負っている。基本的には軽歩兵部隊だが、LG1 105mm榴弾砲やBMP-3F歩兵戦闘車など少数の重装備も保有している。また、特殊部隊として海軍戦闘水泳隊員部隊（Kesatuan Gurita）、海軍特殊部隊（KOPASKA）、海上テロ対策部隊（Denjaka）などを保有する。
インドネシア海軍は2017年6月19日、スールー海でテロリストなどを警戒するマレーシア、フィリピンとの合同警備司令センターをタラカン市に設置し、海空からのパトロールを始めた。

## 空軍

空軍の紋章

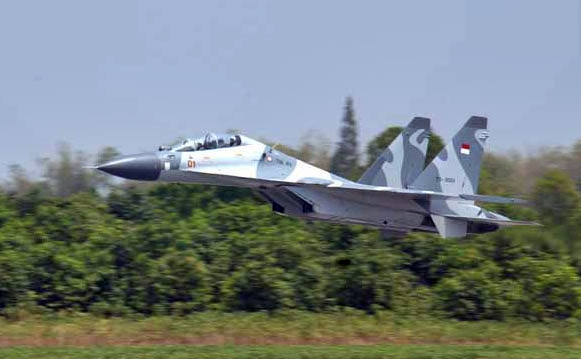
インドネシア空軍のSu-30戦闘機

インドネシア空軍は3万100人の兵員と346機の航空機を有している。保有機としては、ロシア製のSu-30、アメリカ製のF-16 ファイティングファルコンなど少数だが先進的な戦闘爆撃機とともに、国内で治安作戦を支援するためのCOIN機も有している。
空軍は1946年に創設され、これはタイ空軍に続いて東南アジアで2番目に古い空軍であることを意味する。当初、空軍は日本軍航空隊が使用していた機体を運用していたが、予備部品などの欠乏により、これは長くは続かなかった。その後、アメリカからの供与機体、続いてソ連機の導入も進められ、MiG-21の運用も行われたが、9月30日事件の後のソ連との関係悪化を反映して、ソ連機は急速に運用不能に陥った。その後、アメリカから供与されたF-5 タイガーII戦闘機やA-4 スカイホーク攻撃機を経て、1980年代後半にはF-16戦闘爆撃機10機を導入した。それに続いて計画されたロシア製のSu-30戦闘爆撃機の導入計画はアジア通貨危機によって一時は中断されたものの、2006年より再度発注が行われ、制空戦闘機としてのSu-27とともに計10機が2011年に導入された。また、アメリカの武器禁輸によってF-16の維持は一時期困難に直面していたが、現在は支援が再開されており、F-16C/Dの追加導入も検討されている。24機の供与も発表された。また、中国製の無人攻撃機である翼竜と彩虹4を導入している。
一方、航空輸送戦力の主力はC-130 ハーキュリーズとC-212であり、これに、スペインと共同で開発したCN-235が加えられつつある。また、2021年には2機のエアバスA400Mを発注した。長距離の海洋監視機も空軍の所管であり、CN-235とボーイング737の海洋監視型が導入されている。なお、ボーイング737にはVIP輸送型もあるほか、C-130の一部は空中給油機としての使用が可能である。
2015年3月にはオーストラリア空軍（RAAF）から4機の大型輸送機C-130H ハーキュリーズを譲渡され、オーストラリアとの友好関係を深めている。
2010年代後半からSu-35の導入が検討されたが、前述のアメリカによる制裁を考慮して2021年までに断念。2022年までにF-15戦闘機36機、ラファール戦闘機42機（最大）の導入を決定した。カタールから中古のミラージュ2000-5を購入することも検討されていたが、契約に至らず断念されている。
空軍特殊部隊（PASKAHAS）を保有し、PASKAHAS内に航空機ハイジャック対応機動部隊（ATBARA）がある。